# Янсен, Захарий
Захарий (Захариас) Янсен (нидерл. Sacharias Jansen, Zacharias Jansen, Zacharias Janssen, ок. 1585, Гаага — до 1632, Амстердам) — голландский очковый мастер, которому приписывают изобретение телескопа (наряду с Иоанном Липперсгеем), а иногда и составного оптического микроскопа.
В честь него названы экзопланета у звезды 55 Рака A и кратер Янсен на Марсе.

## Биография
Захарий Янсен родился в Гааге около 1585 года. Его родители, Ханс Янсен и Мейкен Мартенс, предположительно происходили из Антверпена. Янсен вместе со своей сестрой воспитывался в Мидделбурге, в то время весьма значительном городе, где получил образование и стал очковым мастером. В то же самое время в Мидделбурге жил Иоганн Липперсгей, также бывший очковым мастером и, тем самым, конкурентом Янсена.
23 октября 1610 года в Мидделбурге Янсен женился на Катарине де Хаене, в 1612 году родился их сын Ян Захариассен, позже подтвердивший под присягой, что Липперсгей украл идею телескопа у его отца. Первая жена Янсена умерла в 1624 году, и он женился на вдове из Антверпена Анне Куже. В ноябре 1626 года он переехал в Амстердам, где, по всей видимости, и умер не позднее 1632 года.
В 1613—1619 годах Янсен неоднократно представал перед судом по обвинению в фальшивомонетничестве. Муж его сестры работал на монетном дворе, и тем самым Янсен смог легко имитировать технологию производства денег. Чтобы избежать штрафов, он был вынужден бежать из Мидделбурга в соседнюю деревню Арнемёйден, но и там в 1619 году отдан под суд за обладание несколькими станками по производству фальшивых денег. Ему удалось избежать смертной казни только благодаря вовлечённости в дело на стороне ответчика отца правителя Арнемёйдена. Процесс был отсрочен, и Янсену удалось бежать. В конце концов дело было закрыто и Янсен вернулся в Мидделбург в 1621 году.

## История создания телескопа
В 1655 году Пьер Борель опубликовал книгу «De vero telescopii inventore…» («Об истинном изобретателе телескопа»), в которой утверждал, что первый телескоп был сделан Янсеном по чужой модели. С другой стороны, известно, что Иоганн Липперсгей 2 октября 1608 года предоставил Генеральным Штатам «Инструмент для видения на расстоянии» и получил исследовательский грант на его усовершенствование, однако ему было отказано в исключительной лицензии на производство телескопов. 3 марта 1655 года городской совет Мидделбурга провёл расследование по вопросу приоритета изобретения телескопа. Ни Янсена, ни Липперсгея к этому времени давно не было в живых. Два свидетеля, один из которых сын Янсена, подтвердили, что Янсен был изобретателем первого телескопа, в то время как три других свидетеля указали на приоритет Липперсгея. Кроме того, совет установил, что первые телескопы начали изготовлять в Мидделбурге около 1605 года, и в скором времени их уже делали многие мастера. Тот факт, что Липперсгею было отказано в лицензии означал, скорее всего, что в это время существовало достаточно много производителей. Большинство исследователей, учитывая также занятия Янсена фальшивомонетничеством, склонны считать Липперсгея изобретателем телескопа. Однако в 2008 году Нидерланды провели празднования 400-летия изобретения телескопа, на которых честь изобретения была поделена между Янсеном и Липперсгеем.